# Красноярский (Иловлинский район)
Красноярский — хутор в Иловлинском районе Волгоградской области России. Входит в состав Кондрашовского сельского поселения. Население 322 чел. (2010) .

## История
В соответствии с Законом Волгоградской области от 14 марта 2005 года № 1027-ОД «Об установлении границ и наделении статусом Иловлинского района и муниципальных образований в его составе», хутор вошёл в состав образованного Кондрашовского сельского поселения.

## География
Расположен на в центральной части региона, в степной зоне, в междуречье рек Дон и Волга на Донской гряде в южной части Приволжской возвышенности, у р. Иловля.
Уличная сеть состоит из восьми географических объектов: Дачный пер., ул. Заречная, ул. Молодёжная, ул. Садовая, ул. Солнечная, ул. Степная, ул. Цветочная, ул. Центральная

## Население
| 2010 |
| ---- |
| 322  |

Гендерный состав
По данным Всероссийской переписи населения 2010 года в гендерной структуре населения из 322 человек мужчин — 164, женщин — 158 (50,9 и 49,1 % соответственно).
Национальный состав
Согласно результатам переписи 2002 года, в национальной структуре населения
русские составляли 87 % из общей численности населения в 265 чел..

## Инфраструктура
Развитое сельское хозяйство. Личное подсобное хозяйство.

## Транспорт
подъезд от автомобильной дороги «Иловля — Ольховка — Камышин» к х. Красноярский (идентификационный номер 18 ОП РЗ 18А-3-1).
Остановка «Красноярский».
Просёлочные дороги.